# Yu Yu Hakusho (serie televisiva)
Yu Yu Hakusho (幽遊白書?, Yū Yū Hakusho, lett. "Libro bianco sui fantasmi") è una serie televisiva giapponese sviluppata da Akira Morii e Kazutaka Sakamoto per Netflix. La serie è un adattamento live-action dell'omonima serie manga del 1990 di Yoshihiro Togashi. È prodotta da Robot Communications ed è stata pubblicata il 14 dicembre 2023. La serie ha ricevuto elogi per le sue scene d'azione e di combattimento, ma è stata criticata per la condensazione della trama necessaria per adattarsi a cinque episodi.

## Trama
La storia ruota attorno a Yusuke Urameshi, uno studente delle scuole medie delinquente che trascorre le sue giornate a litigare. Muore dopo aver salvato un bambino in un incidente d'auto e viene resuscitato per servire come detective del mondo degli spiriti.

## Episodi
| Stagione       | Episodi | Pubblicazione |
| -------------- | ------- | ------------- |
| Prima stagione | 5       | 2023          |

## Personaggi
- Yusuke Urameshi interpretato da Takumi Kitamura
- Kazuma Kuwabara interpretato da Shuhei Uesugi
- Kurama interpretato da Jun Shison
- Hiei interpretato da Kanata Hongō
- Keiko Yukimura interpretata da Sei Shiraishi
- Botan interpretata da Kotone Furukawa
- Yukina interpretata da Ai Mikami
- Karasu interpretato da Hiroya Shimizu
- Piccolo Enma interpretato da Keita Machida
- Genkai interpretata da Meiko Kaji
- Toguro maggiore interpretato da Kenichi Takitō
- Toguro minore interpretato da Gō Ayano
- Sakyo interpretato da Gorō Inagaki

## Produzione

### Sviluppo
Il 16 dicembre 2020 è stato annunciato un adattamento della serie live-action giapponese. la serie è stata trasmessa in streaming su Netflix in tutto il mondo, con Kazutaka Sakamoto come produttore esecutivo e Akira Morii che produrrà la serie presso Robot Communications. Il 15 luglio 2022, è stato riferito che Shō Tsukikawa sarebbe stato il regista della serie, con Tatsurō Mishima che si sarebbe occupato della sceneggiatura e Ryō Sakaguchi che avrebbe ricoperto il ruolo di supervisore degli effetti visivi. Netflix ha firmato un contratto pluriennale con Toho Studios per affittare due delle loro strutture teatrali di Tokyo, e YuYu Hakusho è la loro prima produzione lì. Tsukikawa, che era un fan della serie originale da bambino, sentiva che combinare gli aspetti divertenti con i temi seri della storia avrebbe reso interessante la serie live-action. Togashi ha dato a Netflix e agli showrunner libertà creativa; Sakamoto ha detto che l'unica richiesta del creatore originale era quella di "garantire un adattamento di grande qualità". Tsukikawa ha dichiarato che c'era l'idea iniziale di raccontare la storia di YuYu Hakusho in tre stagioni, "Ma realisticamente, non sapevamo quanto tempo ci sarebbe voluto, quindi abbiamo finito per fare cinque episodi e mostrare solo una parte della lunga ed epica storia".
Secondo Sakamoto, lo spettacolo ha richiesto quasi cinque anni per essere completato; Due anni di pre-produzione, più di 10 mesi di riprese e altri due anni di post-produzione. I creatori dello show hanno rivelato che, poiché la premessa fantasy di YuYu Hakusho e l'azione soprannaturale lo rendono un titolo ricco di effetti visivi, le società di produzione avevano paura di accettare il progetto. Anche quando Tsukikawa fu portato a bordo, pensava che sarebbe stato un progetto impossibile da realizzare. A causa della grande quantità di VFX, otto di queste compagnie in tutto il mondo hanno contribuito allo spettacolo. Secondo Morii, "i creatori giapponesi hanno la visione e la conoscenza su come realizzare questi effetti visivi, ma non avevano esperienza, quindi questa è stata la prima volta che hanno affrontato questo processo di effetti visivi di alto livello". Sakaguchi ha rivelato che i fratelli Toguro si sono rivelati particolarmente difficili in quanto hanno dovuto integrare la CGI con la recitazione e le espressioni facciali dei due attori nella vita reale; "Avremmo potuto farlo diversamente, ma era molto importante per il regista che le performance degli attori guidassero tutto nello show".

### Casting
Per quanto riguarda il casting, Morii ha detto che cercavano attori che potessero catturare ciò che c'era di fantastico nei personaggi del manga originale e nella loro sceneggiatura: "Non significa necessariamente che debbano apparire esattamente come i personaggi. Invece, abbiamo cercato di cercare persone che potessero ritrarre e catturare l'essenza dei personaggi". Nel luglio 2022, Netflix ha annunciato che la serie sarà interpretata da Takumi Kitamura nei panni di Yusuke Urameshi, Shuhei Uesugi nei panni di Kazuma Kuwabara, Jun Shison nei panni di Kurama e Kanata Hongō nei panni di Hiei. Kitamura ha detto di aver studiato e preso aspetti sia dal manga che dall'anime, come il modo in cui Yusuke cammina e quanto passo ha. Ha osservato come un personaggio delinquente come Yusuke potesse risultare obsoleto, quindi ha dovuto aggiungere alcuni "colpi di scena moderni" al personaggio. Kitamura ha anche notato come ci sia una leggera differenza di età rispetto all'originale, poiché Yusuke è invecchiato da uno studente delle medie a un ultimo anno delle superiori. Uesugi ha detto che gli è stato chiesto di guadagnare 14 o 15 kg per il ruolo di Kuwabara.

## Distribuzione
Netflix ha proiettato il primo episodio di YuYu Hakusho a circa 5.000 persone all'Ariake Arena di Tokyo, in Giappone, il 13 dicembre 2023. Secondo Zoe Leung di Hypebeast, questo lo ha reso il più grande evento di anteprima mondiale del servizio di streaming fino ad oggi. L'intera serie di cinque episodi è stata presentata in anteprima su Netflix il 14 dicembre 2023. Netflix ha annunciato di essere stato il numero uno nella sua lista di classifiche non in lingua inglese nella sua prima settimana di uscita, con 7,7 milioni di visualizzazioni totali e 32,1 milioni di ore di visione. Si è classificato tra i primi 10 in 76 paesi e si è classificato al primo posto in sette di essi. Secondo Tadashi Sudo dell'Animation Business Journal, questa è la prima volta nella storia di Netflix che una produzione giapponese è in cima alle classifiche non in lingua inglese.

## Accoglienza
L'aggregatore di recensioni Metacritic ha riferito che YuYu Hakusho detiene un punteggio medio ponderato di 70 su 100, basato su 4 critici, indicando "recensioni generalmente favorevoli". Joshua Kristian McCoy di Game Rant ha elogiato YuYu Hakusho come uno dei migliori adattamenti live-action di una serie manga o anime, collocandolo accanto ai film di Rurouni Kenshin. Pur notando che la condensazione della trama cancella gran parte delle sfumature del manga originale, lasciando ai momenti emotivi poco tempo per respirare, McCoy lo ha definito un "solido action/horror/dramma a sé stante" progettato per indirizzare i nuovi arrivati verso il materiale originale. Juan Barquin di IGN ha definito lo spettacolo una deliziosa rivisitazione, anche se condensata, che riesce a catturare il tono e la caratterizzazione che rendono l'originale "così affascinante". Ha elogiato l'eccellente caratterizzazione del duo principale di Yusuke e Kuwabara, ma ha trovato la sceneggiatura di Mishima vacillare quando si tratta dei personaggi secondari a causa del ritmo richiesto da una serie di cinque episodi. Daniel Dockery di Polygon ha anche trovato che l'adattamento Netflix catturi efficacemente i selvaggi cambiamenti di tono e i personaggi che hanno reso il franchise adorato negli ultimi 33 anni, ma ha detto che la sua lunghezza fa un cattivo servizio ad alcuni momenti cruciali. Ha definito Yu Yu Hakusho una delle poche serie del suo genere a "farti sentire in colpa per quanto siano belle le battaglie", poiché sfreccia da una vivace competizione tra guerrieri alle ramificazioni psicologiche del perseguimento di tali battaglie.
Ash Parrish di The Verge ha elogiato le performance di Kitamura e Uesugi, così come le sequenze d'azione "autentiche" e ben coreografate. Fan dell'adattamento anime di YuYu Hakusho, Parrish ha capito perché Netflix ha scelto i punti della trama che hanno fatto, ma ha scoperto che la condensazione della storia in cinque episodi di un'ora lasciava "personaggi informi, riempitivi di sedie poco interessanti" in costumi di qualità da scuola superiore. In una recensione critica, Cezary Jan Strusiewicz di Tokyo Weekender ha trovato lo spettacolo "molto oscuro. Non solo dal punto di vista tonale come nel manga e nell'anime, ma anche dal punto di vista del colore". Etichettando il creatore originale Yoshihiro Togashi come un maestro nel intrecciare una trama seria e momenti strappalacrime con un umorismo stravagante da cartone animato, Strusiewicz ritiene che Netflix abbia raddoppiato l'oscurità e il dramma, ma "quando lo abbini a un personaggio che spara ai demoni con la sua pistola magica, l'effetto è comico in tutti i modi sbagliati". Anche se ha definito lo spettacolo "deludente", Strusiewicz ha scritto che bisogna dare credito alle scene d'azione "fenomenali".